# 남방짱구고래
남방짱구고래(Hyperoodon planifrons)는 부리고래과에 속하는 고래의 일종이다. 짱구고래속에 속하는 2종 중의 하나이다. 거의 관찰되지 않고 아주 드물게 잡히지만, 남극 해역에서 가장 풍부한 고래로 추정하고 있다. 1882년 영국의 동물학자 플라워(William Henry Flower)가 웨스턴오스트레일리아 주 댐피어 군도의 루이스 섬에서 발견한 두개골에 기초하여 처음 기술했다.

## 같이 보기
- 고래류의 종 목록